# Antas do Olival da Pêga

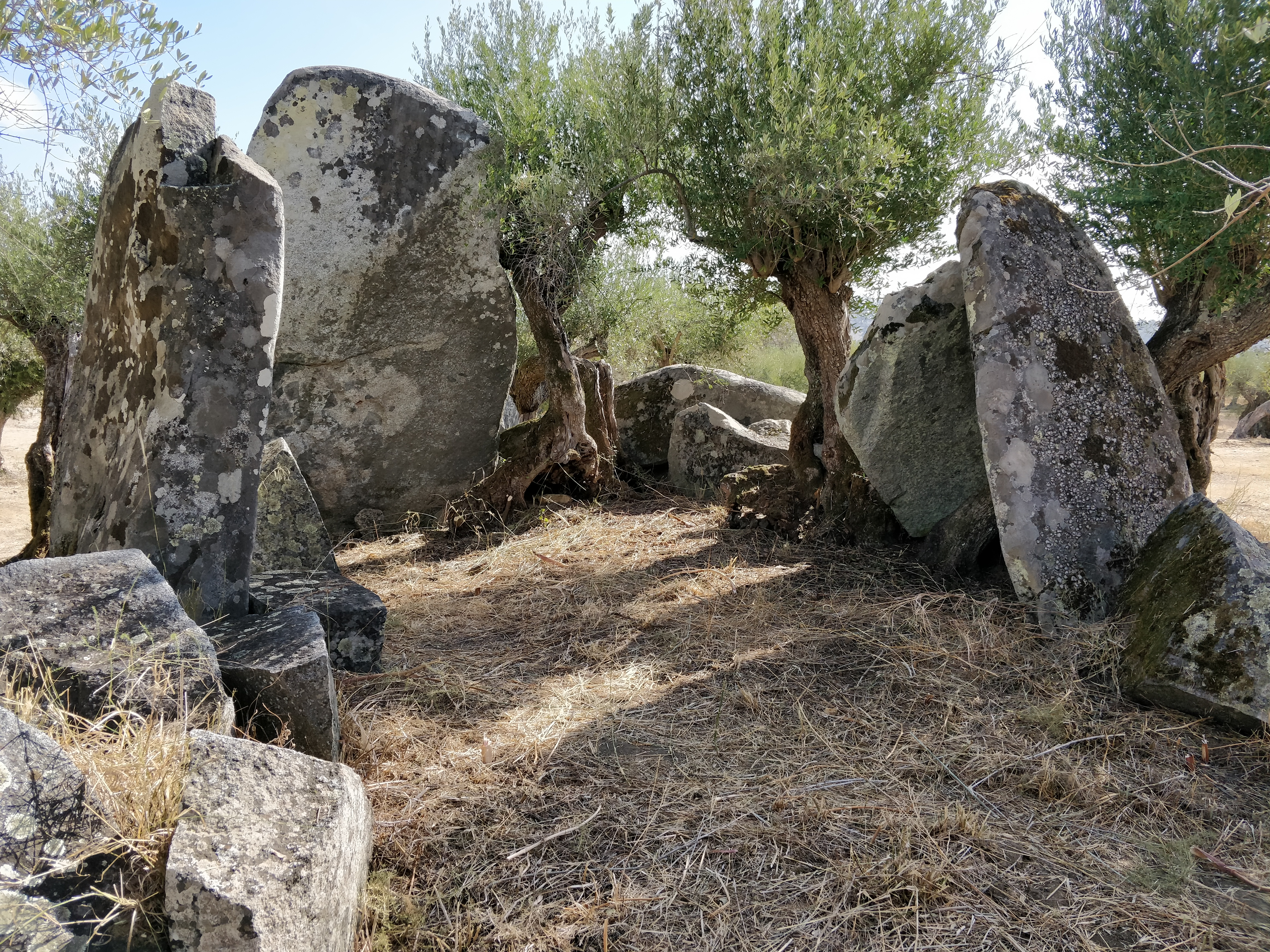
Una vista de Anta 1

Las Antas do Olival da Pêga se encuentran cerca de la aldea de Telheiro, en el municipio de Reguengos de Monsaraz, en el distrito de Évora, en la región del Alentejo, Portugal. Anta es el nombre portugués de un dolmen, un sepulcro megalítico de una sola cámara. Estos dos dólmenes neolíticos fueron utilizados durante un largo período, desde el neolítico tardío hasta el calcolítico. Los sepulcros fueron identificados originalmente por los arqueólogos alemanes Georg y Vera Leisner, que excavaron Anta 1, y Anta 2 fue excavado posteriormente a partir de la década de 1990 por Victor Gonçalves y Ana Catarina Sousa, del Centro de Arqueología de la Universidad de Lisboa (UNIARQ). Además de las piedras visibles en los dos yacimientos, que se encuentran a unos 300 metros de distancia, se han encontrado muchos objetos como resultado de las excavaciones. Más de cien personas fueron enterradas en cada tumba. La proximidad de las dos tumbas permite concluir que ambas formaban parte del mismo complejo megalítico.

## Anta 1
La Anta 1 es una de las antas más altas de Portugal. La tumba es poligonal con un amplio acceso. Sin embargo, al contrario de lo que sugiere la gran cámara, el pasillo de entrada es relativamente pequeño. Los Leisner encontraron muchos artefactos, que indican el uso de la tumba por parte de una gran comunidad. Entre ellos se encuentran cuentas de collar de cuarzo y otros materiales de diversas formas, figurillas de hueso de roedores y conejos, muchos fragmentos de cerámica de hasta 200 vasijas, con cuatro que muestran decoraciones; 134 placas de esquisto y un pequeño ídolo en esquisto. Encontraron dos estelas en el pasillo y un patio pavimentado que les sugirió que el dolmen era del tercer milenio a. C. A medida que avanzaba su investigación, se identificaron finalmente cuatro complejos.

## Anta 2
En la actualidad sólo es visible la gran cámara funeraria (3,40 m X 4 m de diámetro) de la Anta 2, con la piedra de coronación in situ. El anta fue reportado por primera vez por los Leisner en 1951, momento en el que vieron poca evidencia de la existencia de restos. No llevaron a cabo ninguna excavación debido a la debilidad del soporte de la piedra de remate y el consiguiente riesgo de romperla.
Por lo tanto, hubo que esperar a la década de 1990 para que las excavaciones realizadas por Gonçalves y Sousa permitieran datar el sepulcro a finales del IV milenio a. C. Dados los resultados de las excavaciones en otros dólmenes de Portugal, los resultados de Anta 2 fueron inesperados. Gonçalves y Sousa identificaron un corredor de 16 metros de longitud, el más largo de Portugal, que conectaba el anta con otras cuatro estructuras funerarias formadas por tres tumbas de colmena, o tholoi, y una tumba. El corredor parece haber sido construido en dos fases. En la segunda, se instalaron dos columnas de esquisto ampliamente decoradas (no de granito como el resto del complejo). Encontraron dos estelas en el pasillo, así como un patio pavimentado. En un tholos se encontraron numerosos objetos, datados entre el 2900 y el 2500 a. C., entre los que se incluyen huesos, hojas de sílex, cuarzo y riolita, puntas de flecha, puntas de dardos, hachas, artefactos de piedra pulida, horquillas para el pelo, cuentas de collar, cerámica, una daga de cobre y una figura de hueso de un zorro. La mayor parte de los objetos encontrados están almacenados en UNIARQ.